# 한우연구소
한우연구소(韓牛硏究所)은 국립축산과학원의 소속기관이다. 2015년 1월 6일 발족하였으며, 강원특별자치도 평창군 대관령면 경강로 4937에 위치하고 있다. 소장은 서기관·기술서기관·농업연구관·수의연구관 또는 보건연구관으로 보한다.

## 연혁
- 1956년 7월 1일: 중앙축산기술원 소속으로 대관령지원 설치.[2]
- 1962년 4월 1일: 대관령지원 폐지.[3]
- 1969년 9월 12일: 국립종축장 소속으로 대관령지소 설치.[4]
- 1984년 1월 31일: 국립종축원 소속으로 변경.[5]
- 1994년 12월 23일: 축산기술연구소 소속으로 변경.[6]
- 2004년 1월 9일: 축산연구소 소속 한우시험장으로 개편.[7]
- 2007년 6월 4일: 축산과학원 소속으로 변경.[8]
- 2008년 10월 8일: 국립축산과학원 소속으로 변경.[9]
- 2015년 1월 6일: 한우연구소로 개편.[10]